# 次田心平
次田 心平（つぎた しんぺい、1979年12月17日 - ）は、日本のチューバ奏者。読売日本交響楽団メンバー。
京都府出身。

## 略歴
京都市立音楽高校を卒業
1998年 京都市立芸術大学音楽学部入学。
2000年 カナダにて国際テューバコンクールのセミファイナルに出場。その後、インディアナ州立大学の教授ダニエル・ペラントウーニ氏の自宅にて数週間教えを受ける。
2001年 PMFに正式メンバーとして参加。
2002年 同大学を首席で卒業。また音楽学部賞、京都音楽協会賞を受賞。
2003年7月～2008年3月まで日本フィルハーモニー交響楽団に在籍する。
2007年 第24回日本管打楽器コンクール、テューバ部門において満場一致の1位となる。
日本フィルハーモニー交響楽団をバックに協奏曲を共演。
これまでに、チューバを鹿島三嘉、武貞茂夫、ダニエル・ペラントーニ、ロジャー・ボボの各氏に師事。洗足学園音楽大学准教授、昭和音楽大学非常勤講師。

## 参加ユニット
- ザ・テューバ・バンド

- 侍BRASS
- ジャパン・チューバ・ソロイスツ
- ワーヘリ  ・ボトムズ・アップ ユーフォニアム・チューバ・カルテット  ・ARC　BRASS  ・Trio Pecorino

## アルバム

### ソロ
- TuBest!（2010年10月3日 オクタヴィア・レコード）
- Mr.Tuba!（2016年2月10日 オクタヴィア・レコード）

### ワーヘリ
外囿祥一郎のページに記載。